# Дантролен
Дантролен — миорелаксант, механизм действия которого основывается на блокаде рианодиновых рецепторов (кальциевых каналов саркоплазматического ретикулума миоцитов).

## Синонимы
Синонимы: Дантриум, Dantrolene Sodium.
формы выпуска:
-капсулы по 25 и 50 мг
-порошок для инъекций по 20 мг во флаконе с прилагаемым растворителем

## Показания к применению
Применяется для купирования злокачественной гипертермии, злокачественного нейролептического синдрома, мышечного гипертонуса при церебральном параличе, рассеянном склерозе, у пациентов после инсульта, параплегии, передозировке экстази, отравлении 2,4 — динитрофенолом.

## Общая информация, метаболизм
Производное имидазолидина, которое, однако, не проявляет антиэпилептической активности, как другие производные имидазолидина, например фенитоин
Биодоступность — 70 %. Метаболизируется в печени. Выводится с желчью и мочой.

## Механизм действия
Тормозит нервно-мышечную передачу, является блокатором внутриклеточных кальциевых каналов (RyR1) и уменьшает внутриклеточную концентрацию кальция.

## Противопоказания
- Болезни печени
- Легочная недостаточность
- Сердечная недостаточность
- Гиперчувствительность к дантролену
- Дети до 5 лет
- При необходимости поддержания нормального мышечного тонуса, для обеспечения возможности поддерживать вертикальное положение тела в пространстве, моторных функций.

При злокачественной гипертермии, единственное существенное противопоказание — гиперчувствительность.

## Беременность и кормление грудью
Достоверных данных о влиянии на беременность нет, стоит воздержаться от назначения дантролена. При даче незадолго до родов вызывает гипотонию у плода.

## Побочные эффекты
Весьма разнообразны — нарушения речи, зрения, депрессия, галлюцинации, тошнота, головная боль.
Редко — угнетение дыхания, остановка дыхания.
Со стороны желудочно-кишечного тракта — неприятный вкус во рту, тошнота, рвота, колики, потеря аппетита, диарея.
Со стороны печени — бессимптомное повышение печёночных ферментов и/или билирубина. При длительном лечении — гепатиты.
При лечении злокачественной гипертермии, проблем со стороны печени не отмечено.

## Мутагенность и онкогенность
В результате многолетних исследованиях на животных и клиническом опыте применения, данных о мутагенных и канцерогенных свойствах дантролена не получено.

## Взаимодействие с другими препаратами
- Блокаторы кальциевых каналов (дилтиазем, верапамил): при внутривенном введение возможны: коллапс, аритмии, снижение силы сердечных сокращений, гиперкалиемия.
- Векурония бромид: нервно-мышечная блокада (возможно).
- Седативные средства: Потенцирует седативный эффект. При одновременном приёме бензодиазепинов — мышечная слабость.
- Эстрогены: Может увеличивать токсичность дантролена для печени у женщин после 35 лет.